# Children of Glory
Children of Glory (Ungarisch: Szabadság, Szerelem) ist ein ungarischer Spielfilm aus dem Jahre 2006.

## Handlung
1956 spielt die ungarische Wasserballnationalmannschaft in Moskau ein Spiel gegen die Sowjetunion. Sie ist die klar stärkere Mannschaft, doch das Spiel wird durch die Schiedsrichter manipuliert und Ungarn verliert. Star der ungarischen Mannschaft ist Karcsi Szabó. Nach dem Spiel gerät er mit seinen Mannschaftskollegen mit den sowjetischen Spielern in der Kabine aneinander. Wieder zurück in Ungarn muss sich Karcsi sogleich einem Verhör durch den ungarischen Geheimdienst unterziehen. Kurz darauf bricht der ungarische Volksaufstand aus. Karcsi verliebt sich während der Unruhen in die politisch engagierte Studentin Viki Falk. Er ist fortan hin- und hergerissen zwischen den politischen Ereignissen und dem Vorbereitungstraining der Nationalmannschaft auf die Olympischen Spiele 1956 in Melbourne. Karcsi muss sich entscheiden und wählt Viki und die Politik. Er nimmt an der Besetzung des Staatlichen Rundfunkgebäudes in Budapest teil. Aus der Nationalmannschaft tritt er aus. Als die sowjetischen Soldaten Budapest verlassen und der Sieg der Aufständischen erreicht ist, kehrt er zurück zum Team. Als die Mannschaft mit dem Bus Budapest verlässt, muss sie erkennen, dass der Abzug der sowjetischen Armee nur vorgetäuscht war. In großer Zahl fahren Panzer in Richtung Budapest. Doch für Karcsi gibt es kein Zurück mehr. Während die Mannschaft bei den Olympischen Spielen ist, wird der Aufstand niedergeschlagen. Die Mannschaft zweifelt daran, ob es überhaupt noch Sinn hat, an einer sportlichen Veranstaltung teilzunehmen. Der Trainer kann sie jedoch davon überzeugen, dass ein Sieg bei den Olympischen Spielen gerade jetzt für das ungarische Volk so wichtig sei. Die Mannschaft zieht schließlich ungeschlagen ins Halbfinale ein, wo sie erneut auf die Sowjetunion trifft. Das Spiel ist eine äußerst brutale Auseinandersetzung und geht als Blutspiel von Melbourne in die Sportgeschichte ein. Auch das pro-ungarische Publikum sorgt für ein weiteres Aufheizen der Situation. Als beim Stand von 4:0 für Ungarn Karcsi von einem sowjetischen Spieler mit einem Fausthieb blutig geschlagen wird, führen Tumulte zum Abbruch des Spiels. Nach dem Endspielsieg der Ungarn stehen die sowjetischen Spieler am Ende mit der Bronzemedaille ein Treppchen unter den siegreichen Ungarn.

## Hintergrund
Die wahre Geschichte um die ungarische Wasserballmannschaft ist der größte Kinoerfolg in der Filmgeschichte Ungarns. Seit der Premiere im Oktober 2006 haben über 400.000 Zuschauer den Film in den ungarischen Kinos gesehen. In den USA hatte der Film am 6. Dezember 2006 Premiere. Seine deutsche Premiere feierte der Film während der Berlinale 2007.
Der ungarische Originaltitel des Films ist als „Freiheit, Liebe“ zu übersetzen und entstammt einer bekannten Gedichtzeile von Sándor Petőfi.

## Kritiken
- kino-Zeit.de: Das 123-minütige Mammutwerk bedient sich gern und reichlich der Hollywood-Trickkiste. Bewegende Streichermusik begleitet die obligatorische Liebesszene; Pauken bestimmen die Geräuschkulissen zu den im Hintergrund explodierenden Bomben. Aufwendig gemachte Kriegsszenerien wirken zeitweise überladen und verstellen den Blick auf die spärlich eingeflochtenen Fakten. Der Film versucht die Liebesbeziehung mit dem Freiheitskampf und dem inneren Konflikt Karcis, der sich zwischen Karriere und moralischer Verantwortung bewegt, in Verbindung zu bringen. Hätte der Film auf einige Klischees verzichtet, wäre Regisseurin Goda behutsamer mit dem historischen Stoff umgegangen; der Film wäre der opulenten Wucht entkommen. So allerdings wirkt Children of Glory wie ein Nationalepos, das strenge Gegenüberstellungen zwischen Gut und Böse vollführt, um kräftig zu emotionalisieren. Dennoch bekommt der westlich sozialisierte Zuschauer einen Einblick in ein wenig bekanntes Kapitel der Geschichte, das zum Schluss des Films zu voller Geltung kommt. Die Wasserball-Mannschaft der Ungarn traf 1956 in der Finalrunde der Olympischen Spiele in Melbourne auf die Sowjets, während in der Heimat der Volksaufstand von sowjetischen Panzern niedergeschlagen wurde. Wie der Klimax des Films eindrucksvoll darstellt, verlief das Spiel blutig und wurde mit einem 4:0 für die Ungarn vorzeitig abgepfiffen. Schon aufgrund dieser interessanten Geschichte wäre es wünschenswert, dass der Film einen Verleih in Deutschland findet. Damit wäre der Weg geebnet, über die ungarischen Grenzen hinaus den Aufstand von 1956 kontrovers zu diskutieren.